# Телегласање
Телегласање, телефонско гласање или телевотинг (енгл. televoting) је начин гласања приликом ког људи дају своје гласове телефонским позивом или Ес-Ем-Ес поруком. Сваки кандидат има свој број за позив за гласање или поруку и/или свој код који се шаље Ес-Ем-Ес-ом на одређен број. 

## Почеци
Рани облици телегласања су постојали у облику гласања поштом, где су људи слали своје преференце и изборе поштом. На пример, Норвешки избор за Песму Евровизије 1965. Melodi Grand Prix је имао овакав систем, где су песме изведене 13. фебруара 1965. године на телевизији уживо, гласови публике су слани поштом од 13. до 15. фебруара, а резултати су откривени 20. фебруара у преносу уживо. Овај систем је био спор, али је дао људима начин да искажу своје мишљење.

## Ширење популарности 2000-их
Телегласање је на Песми Евровизије тестирано 1997. и постало обавезно ако је држава учесница имала довољно развијену телефонску мрежу oд 1998. до 2007. Током 2000-их, велики број ријалити емисија и талент емисија је могао да буде покренут због система телегласања које је дало публици иницијативу да прате као што су Велики Брат, Ја имам таленат! и слични.

## Песма Евровизије
Данас, Песма Евровизије је највећи програм на свету по гледаности који укључује телегласање са око 200 милиона гледалаца годишње.